# Asmaa bint Abu Bakr
Pour les articles homonymes, voir Abu Bakr.
Asmaa bint Abi Bakr (en arabe : أَسْمَاء بِنْت أَبِي بَكْر, ʾasmāʾ bint ʾabī bakr) est la fille d'Abou Bakr. Elle serait née vers 595 et morte en l'an 73 de l'Hégire (695). 
Sa mère est Qutaylah bint Abd al-Uzza (قتيلة بنت عبدالعزة), ce qui fait d'elle la demi-sœur d'Aïcha et de Muhammad ibn Abu Bakr. Elle joue un rôle important pendant les premières années de l'islam.

## Age
Selon ibn Kathir et les sources historiques, Asmaa avait environ 10 ans de plus qu'Aïcha.[réf. nécessaire]

## Islam
Asmaa est la dix-huitième personne à se convertir à l'islam. Sa petite sœur Aïcha, qui était en bas âge, est la dix-neuvième convertie.
Asmaa reçoit plus tard le surnom de Dhat an-Nitaqayn (ذَات ٱلنِطَاقَيْن, littéralement "celle aux deux ceintures") en raison d'un incident au départ de Mahomet et son père depuis La Mecque vers Médine, lors de l'hégire. Asmaa aurait participé activement aux préparatifs secrets précédant l'Hégire. Elle aurait aidé Mahomet et son compagnon à faire les bagages nécessaires à cette fuite salutaire.
Tabari raconte que lorsque le prophète Mahomet et son compagnon Abu Bakr se cachèrent dans une caverne pour échapper aux Mecquois, la nuit du 27 Safar 14 année de la mission du Prophète, correspondant au 12 septembre 622, Asmaa leur apporta des vivres, et elle les renseigna sur ce qui se passait à La Mecque.
Asmaa était l'une des seules personnes, avec sa demi-sœur Aïcha, à connaître leur projet de fuite vers Médine. Quand Abu Jahl (grand ennemi de l'islam) l'interrogea sur la cachette de son père et de Mahomet, Asmaa répondit qu'elle ne savait rien. Elle tint tête aux Mecquois persécuteurs, en dépit de la violente gifle qu'Abu Jahl lui administra.
En 622, au moment de l'Hégire, Asmaa avait environ 27 ans et elle était enceinte.
Asmaa épouse Zubayr ben al-Awwam et lui donne deux fils : Abdullah ibn az-Zubayr, premier musulman né à Médine après l'hégire ; et Urwa ibn az-Zubayr.
La mère d'Asmaa était demeurée non musulmane. En l'an 630, sa mère vint la voir à Médine. Asmaa, embarrassée, demanda conseil au prophète Mahomet : "ô Messager d'Allah, ma mère mécréante est venue me voir. Puis-je la recevoir et entretenir des relations avec elle malgré sa mécréance ?" Ce à quoi Mahomet répondit : "Oui, sois bonne avec ta mère."
Un verset du Coran serait alors descendu en conséquence : "Dieu ne vous défend pas d'être bienfaisants et équitables envers ceux qui ne vous attaquent pas à cause de votre foi religieuse et qui ne vous expulsent pas de vos demeures. Dieu aime ceux qui sont équitables." (Sourate 60 al-Moumtaḥana الممتحنة L’Eprouvée verset 8)  

« لَا يَنْهَاكُمُ اللَّهُ عَنِ الَّذِينَ لَمْ يُقَاتِلُوكُمْ فِي الدِّينِ وَلَمْ يُخْرِجُوكُم مِّن دِيَارِكُمْ أَن تَبَرُّوهُمْ وَتُقْسِطُوا إِلَيْهِمْ إِنَّ اللَّهَ يُحِبُّ الْمُقْسِطِينَ »

En 695, son fils Abdullah ibn az-Zubayr lui aurait rendu visite pour lui demander conseil : ses troupes étant malmenées par celles d'Al-Hajjaj ben Yusef, il aurait reçu des offres de négociation par des messagers des Umayyades lui proposant la vie sauve et un fief, à condition qu'il dépose les armes et prête allégeance à Abdul Malik ben Marwân. Au cours de cet épisode, Asmaa lui aurait répondu : « Ce sont tes affaires, Abdullah, et tu connais la réponse mieux que moi. Mais si tu crois être dans ton droit et défendre la Vérité, alors persévère et bats-toi, avec la même persévérance que tes compagnons morts sous ta bannière ont fait preuve. Mais si tu désires le monde, quel misérable tu feras ! Tu te seras détruit et tu auras détruit tes hommes ! »
Abdullah meurt le jour même, suivi dix jours plus tard par sa mère Asmaa, alors centenaire.[réf. souhaitée]